# 太子建
太子建（？—前522年），芈姓，熊氏，名建，字子木，是楚平王的嫡长子。被大夫费无极陷害，出奔鄭國，又因與晉國合謀奪取鄭國，被鄭定公所殺。

## 生平
太子建生年不详。父楚平王、母为郹阳封人女（有些史書則是寫蔡侯的女兒）。前528年，立为太子，并以伍奢、费无极为他的师傅。费无极虽为太子少师，其实经常和楚平王一起，而且因为此人好谀，太子很不喜他，费无极也恨忌太子。
楚平王在位第二年，费无极就挑唆楚平王，娶了原本为太子建聘娶的秦哀公之女孟嬴，又从孟嬴陪嫁媵侍中选择一名齐女代替秦王女，嫁给太子。
前523年，在费无极挑唆下，楚平王又把太子建调派去守城父（今河南宝丰东），次年，费无极又诬陷他谋反。平王命司马奋扬去逮捕太子，但奋扬却给太子报信，让太子逃脱。
这时，齐女已经给太子生下一子熊胜。同遭费无极诬陷的伍奢和长子伍尚都被处死，伍奢的次子伍员（即伍子胥）和太子建一家出奔，先来到宋国，正逢宋元公和世卿华氏发生内战，楚国也派兵帮助华氏，于是伍员和太子建一家又逃到郑国。
郑定公同情太子建，劝他向强大的晋国求助。当时的晋国国君晋顷公已经失政，六卿用事，为首的中行寅尤其贪贿赂，因向郑国索贿不果，竟然和太子建约定，由太子建发动政变，推翻郑定公，然后把郑国封给太子建。太子建竟然不顾伍员的规劝，答应了。不料，阴谋泄露，太子建也被郑定公设计杀死，伍员带着太子建的儿子熊胜继续出奔。

## 家庭
父
- 楚平王

母
- 《史记》作蔡女，《左传》作郹阳（位于今河南省新蔡县）封人（楚官名、边城长官）女，楚平王在蔡国时，她私奔至楚平王，生太子建。

妻
- 秦哀公女的陪嫁侍妾中的一名齐女，名不詳。

子女
- 白公胜，太子建與秦哀公公主的陪嫁侍妾的一位齊女所生的兒子，楚平王的孙子。春秋末期楚国大夫，後反叛，劫楚惠王，被葉公高打敗，自縊而死。
- 王孙燕，白公胜之弟。白公胜反叛失敗後，王孙燕逃亡到吴国的頯黄氏。